# Bangba
 (mars 2021).
Le bangba (abangba) est une langue oubanguienne mineure de la République démocratique du Congo. Elle n'est pas assez proche des autres langues ngbaka orientales pour être mutuellement intelligible.

## Source
- (en) Cet article est partiellement ou en totalité issu de l’article de Wikipédia en anglais intitulé « Bangba language » (voir la liste des auteurs).